# Coupe du monde de marathon
La Coupe du monde de marathon est une compétition d'athlétisme par équipes qui se déroule dans le cadre des Championnats du monde d'athlétisme. Créée initialement en 1985, l'épreuve couronnait les meilleurs athlètes individuels ainsi que les meilleures équipes, de 1985 à 1995, lors des années impaires. La coupe du monde de marathon est intégrée aux Championnats du monde en plein air depuis 1997 et concerne uniquement le classement par équipes, les résultats individuels étant comptabilisés dans les résultats officiels des Championnats du monde d'athlétisme.
Le classement se fait par addition des temps des trois premiers (ou premières) de chaque équipe.

## Palmarès

### Par équipes
| Édition | Date        | Lieu        | Vainqueur | 2e       | 3e          |
| ------- | ----------- | ----------- | --------- | -------- | ----------- |
| 2001    | 12 août     | Edmonton    | Japon     | Russie   | Roumanie    |
| 2003    | 31 août     | Saint-Denis | Japon     | Éthiopie | Russie      |
| 2005    | 14 août     | Helsinki    | Kenya     | Japon    | Royaume-Uni |
| 2007    | 2 septembre | Osaka       | Kenya     | Chine    | Japon       |
| 2009    | 23 août     | Berlin      | Chine     | Japon    | Russie      |

| Édition | Date    | Lieu        | Vainqueur | 2e           | 3e             |
| ------- | ------- | ----------- | --------- | ------------ | -------------- |
| 2001    | 3 août  | Edmonton    | Éthiopie  | Japon        | Italie         |
| 2003    | 30 août | Saint-Denis | Japon     | Italie       | Afrique du Sud |
| 2005    | 13 août | Helsinki    | Japon     | Kenya        | Éthiopie       |
| 2007    | 25 août | Osaka       | Japon     | Corée du Sud | Kenya          |
| 2009    | 22 août | Berlin      | Kenya     | Éthiopie     | Japon          |

### Individuel (de 1985 à 1995)
| Année | Hommes            | Temps           | Femmes          | Temps           |
| ----- | ----------------- | --------------- | --------------- | --------------- |
| 1985  | Ahmed Salah       | 2 h 08 min 09 s | Katrin Dörre    | 2 h 33 min 30 s |
| 1987  | Ahmed Salah       | 2 h 10 min 55 s | Zoya Ivanova    | 2 h 30 min 39 s |
| 1989  | Zeleke Metaferia  | 2 h 10 min 28 s | Susan Marchiano | 2 h 30 min 48 s |
| 1991  | Yakov Tolstikov   | 2 h 09 min 17 s | Rosa Mota       | 2 h 26 min 14 s |
| 1993  | Richard Nerurkar  | 2 h 10 min 03 s | Wang Junxia     | 2 h 28 min 16 s |
| 1995  | Douglas Wakiihuri | 2 h 12 min 01 s | Anuta Catuna    | 2 h 31 min 10 s |